# Enric Granados Gal
Enric Granados Gal (Ripollet, 12 de juliol de 1898 - Madrid, 29 de juliol 1953) fou un nedador i jugador de waterpolo català.

## Trajectòria
Era fill del compositor Enric Granados i Campiña i Amparo Gal i Lloberas. Fou membre del Club Natació Barcelona. Fou l'introductor de l'estil crol a Espanya, que va veure practicar a Duke Kahanamoku als Jocs d'Anvers.
Participà en els Jocs Olímpics d'Estiu de 1920 a Anvers i en els de 1924 a París en la competició de waterpolo, amb una selecció espanyola integrada completament per membres del CN Barcelona.
Un cop es retirà esdevingué entrenador, tant a Barcelona com a Madrid (fou el gran impulsor a aquesta ciutat del waterpolo). Dirigí el CN Barcelona (1926-32) i el Real Canoe madrileny el 1932. Es casà amb la també nedadora Maria Aumacellas i fou pare dels també nedadors Jordi i Enric Granados Aumacellas.